# Lenin el-Ramly
Lenin El-Ramly (Caïro, 18 augustus 1945 – 7 februari 2020) was een onafhankelijk Egyptisch schrijver en regisseur van komedies voor toneel, film en televisie. Hij bewoog zich op het terrein van satire, kluchten, parodieën en absurd toneel.
Hij wordt in binnen- en buitenland erkend voor zijn durf om vraagtekens zetten bij hypocriete en onverdraagzame omgangsvormen in delen van de Egyptische maatschappij en andere landen in de Arabische wereld. Zijn werk kenmerkt zich door existentialisme en sociaal-politieke vraagstukken binnen een populaire komische setting.

## Jeugd en studie
El-Ramly werd geboren in politiek betrokken gezin. Zijn eerste korte verhaal publiceerde hij in 1956 in het Egyptische tijdschrift Sabah El-Kheir. Al tijdens zijn studie, in 1967, begon hij met het schrijven van maatschappelijke komediestukken en series voor televisie. Begin 21e eeuw worden deze stukken nog steeds op de Egyptische televisie vertoond.
In 1970 behaalde hij zijn bachelorsgraad in Theaterkritiek en -literatuur aan het Hoger Instituut voor Theaterkunst.

## Werk
In 1971 begonnen El-Ramly en de Egyptische filmregisseur Salah Abu Seif met een nauwe samenwerking. In deze tijd schreef hij The Ostrich and the Peacock die in 2002 pas na 30 jaar censuur kon worden uitgebracht. In de film gaat een directe seksuele dialoog aan voor die volgens de censoren seksuele verlangens zou losmaken. Volgens El-Ramly hadden ze zijn script verkeerd begrepen.
El-Ramly zette in 1980 zijn eigen toneelgezelschap op onder de naam Studio 80. Hij wilde hiermee bereiken dat er stukken werden opgevoerd die afweken van het gebruikelijke, commerciële theater.
Zijn stuk Bel-Arabi El-Faseeh uit 1991, dat in het Engels werd vertaald als In Plain Arabic, gaat hij in op het Panarabisme. Dit stuk wordt omgeschreven als weergaloze satire en werd in Egypte onderscheiden als Beste theaterstuk van het jaar. Uit Koeweit ontving het de Soad Sabbah-prijs. Ook van westerse media ontving het lovende kritieken, zoals van de Herald Tribune en Time.
Zijn toneelstukken worden zowel in de Arabische wereld als bijvoorbeeld in Frankrijk en Australië uitgevoerd. Dit gebeurde echter niet met In plain Arabic, waarvan de voorstelling bijvoorbeeld werd geweigerd tijdens het Carthage Theatre Festival in Tunesië.
El-Ramly richtte in 1993 zijn tweede toneelgezelschap op onder de naam Studio 2000. In 1994 herschreef hij zijn debuut uit 1967 dat hij uitbracht onder de titel Al-Erhabi (De terrorist). Met dit scenario verwierf hij grote bekendheid in zowel binnen- als buitenland.

### Theaterstukken
Tot 2005 schreef El-Ramly veertig theaterstukken in het Arabisch die op de bühne werden opgevoerd. Drie van deze stukken werden in het Engels vertaald:
- 1994: In Plane Arabic, A U C in Cairo Press, Egypte, vertaald door Esmat Allouba, ISBN 977-424-342-0
- 1999: Point of view, Foreign Cultural Information Dept., Egypte, vertaald door Yussif Hifnawi , ISBN 97-7-236-252-X
- 1999: The nightmare, City University Of N.Y, Verenigde Staten, vertaald door Wagdi Zeid

Daarnaast werd het stuk De gevangene in 2002 in het Deens opgevoerd.

### Filmografie
Jaartal, film en de regisseur van de filmscripts die door El-Ramly werden geschreven:
- 1983: A Marriage Proposal, Nagy Anglo
- 1985: The Man Who Sneezed, Omr Abd El Aziz
- 1986: Ali Bey and the 40 Thieves, Ahmed yassen
- 1986: The Beginning, Omr Abd El Aziz
- 1987: The Intern Lawyer, Salah Abou Seif
- 1994: Mr. Dog, Salah Abou Seif
- 1994: The Terrorist, Nader Galal
- 1995: Bekeet and Adeela, Nader Galal
- 1997: Bekeet and Adeela, Nader Galal
- 2000: Hello America, Nader Galal
- 2002: The Ostrich and The Peacock, Mohammed Abou Seif

## Onderscheidingen
Het werk van El-Ramly werd bekroond met meerdere prijzen, waaronder de publieksprijs tijdens het Vivay Film Festival voor Komische Films in 1987 en de Koeweitse Soad Sabbah-prijs in 1991.
In 2005 ontving El-Ramly voor zijn werk een Prins Claus Prijs. De jury sprak zijn erkenning uit "voor zijn politieke satire en komedie, en de manier waarop hij het evenwicht weet te bewaren tussen populair vermaak en serieuze sociale, politieke en ideologische satire."